# Steinar Albrigtsen
Steinar Albrigtsen, född 4 januari 1957 i Hammerfest, och uppväxt i Tromsø, är en norsk gitarrist, sångare och tonsättare, särskilt inom blues och countrymusik.

## Biografi
Albrigtsen startade sin karriär i början av 1970-talet, då med blues, country och amerikanska folkmelodier. Vid mitten av 1980-talet var han medlem i rockabillybandet Bad Boys i några år. Därefter jobbade Albrigtsen mycket på klubbar, både ensam och tillsammans med sin barndomsvän Jørn Hoel. 
På den tiden var det mest blueslåtar han spelade. Trots det blev hans första album ett rent countryalbum. Debutalbumet Alone too long (1990),  blev en stor succé och sålde 180 000 exemplar. För det albumet fick han Spellemannprisen 1990. Norskamerikanen Erik Moll var mannen bakom många av låtarna på albumet. Bland andra låtskrivare var Jonas Fjeld, som skrev "Till The Morning Comes". Albumet innehöll också "In Rosa's Heart". Albrigtsen blev tilldelad Troms fylkeskommunes kulturpris 1991, tillsammans med Tove Karoline Knutsen.

### 1992–2001
På nästa album, Bound To Wander (1992), samarbetade han med Tom Pacheco från USA. År 1993 kom albumet Big Storm Coming, där han också samarbetade med Pacheco. Här hittar man bland annat låten "Beaches Of Rio". Så kom albumet The Troubadour där Albrigtsen till fullo fick visa sina gitarrfärdigheter.    
På albumet Life Is Good (1996), var det han själv som komponerade melodierna. År 1997 gav han ut albumet Get Together, med sin vän Jørn Hoel. Det blev inte något samarbete på skiva förrän 1997, trots att de hade hängt ihop sedan barndomen och bägge hade uppnått stor succé som soloartister. Albumet var en blandning av gamla favoriter och nykomponerat material.
Året efter gjorde duon den officiella VM-sången "Let's Do It" tillsammans med Øyvind "Elg" Elgenes från Dance With A Stranger. Så var han med på ett album med sånger av Kris Kristofferson. Så ett nytt album tillsammans med Tom Pacheco, Nobodies, där också två medlemmar från The Band (Levon Helm och Rick Danko) deltog. På albumet Stripped (2001) gick Albrigtsen tillbaka till sina rötter som bluesartist. Albumet är lågmält med ett akustiskt uttryck.

### 2002–
Med Moment Of Peace (2007) var han tillbaka i americana-stilen. Senare kom Bilda fra ei anna tid (2011), Sjelevenn (2014), och The Sailor (2015). Flera av hans album har blivit nominerade till Spellemannprisen. Förutom sina egna produktioner har Steinar Albrigtsen bidragit på många album med diverse artister. Han har också, i många år, gjort en stor insats för Frälsningsarmen genom projektet Julemusikantene.

## Diskografi
Studioalbum
- 1990 – Alone Too Long
- 1992 – Bound to Wander
- 1993 – Big Storm Comin' (med Tom Pacheco)
- 1994 – The Troubadour
- 1996 – Life Is Good
- 1997 – Get Together (med Jørn Hoel)
- 1999 – Falne Engler - Kris Kristofferson på norsk (med Lynni Treekrem og Henning Kvitnes)
- 2000 – Nobodies (med Tom Pacheco)
- 2001 – Stripped
- 2006 – Bop 'N Roll (som Steinar Albrigtsen and The Blue Cats)
- 2007 – Moment of Peace
- 2009 – Two Rivers One Road (med Jørn Hoel)
- 2011 – Bilda fra ei anna tid / Photographs and Memories
- 2014 – Sjelevenn (med Monika Nordli)
- 2015 – The Sailor
- 2017 – The Daily Blues

Singlar
- 1990 – "In Rosa's Heart" / "Till The Morning Comes"
- 1991 – "Brown Eyed Girl" / "You've Got A Friend" (delad singel Steinar Albrigtsen / Susanne Carstensen & MCM)

Samlingsalbum
- 1997 – Get Together (Steinar Albrigtsen och Jørn Hoel)
- 1998 – The Best Of Steinar Albrigtsen Now & Then

## Utmärkelser
- Spellemannprisen i roots og country (1990)[3]
- Troms fylkeskommunes kulturpris (1991)[4]